# Undals kommun
Undals kommun (norska: Undal kommune) var en kommun i Vest-Agder fylke i södra Norge. Kommunen omfattade den västra delen av nuvarande Lindesnes kommun samt ett område i den östra delen av nuvarande Lyngdals kommun.

## Administrativ historik
Undals kommun upprättades den 1 januari 1838 (som Undal formannskapsdistrikt) när Formannskapslovene från 1837 trädde i kraft.
1845 delades kommunen i två och de båda kommunerna Nord-Undal respektive Sør-Undal bildades. Den gamla kommunen hade vid delningen totalt 4 695 invånare.